# Antico edificio del Governo
L'antico edificio del Governo, è un edificio situato sul Lambton Quay a Wellington in Nuova Zelanda. Venne completato nel 1876, e fino al 1998 è stato il secondo più grande edificio in legno al mondo (dopo il Tōdai-ji di Nara).
Venne costruito per ospitare gli uffici del servizio civile in Nuova Zelanda, ed ora è sede della facoltà di giurisprudenza della Victoria University of Wellington. L'edificio è classificato "Category I" ("luoghi di particolare interesse storico e culturale o di significativo valore") luogo storico dall'Heritage New Zealand, in precedenza noto come New Zealand Historic Places Trust.

## Storia

### Costruzione e stile
L'edificio venne commissionato nei primi anni 1870, da parte del Ministero Fox,, parzialmente in previsione dell'abolizione dei governi provinciali. Fu originariamente progettato per essere costruito in calcestruzzo e legno, ma l'elevato costo del calcestruzzo al momento portò alla decisione di costruire l'edificio solo in legname. Lo stile neorinascimentale era di solito il dominio di edifici in pietra, e pertanto l'edificio venne progettato per imitare la pietra. Come importante simbolo della nazione, l'edificio venne costruito per assomigliare ad un palazzo in pietra italiano per aiutare a trasmettere la sua forza e stabilità all'impero in espansione. Il legname impiegato fu il locale kauri, che non potrebbe più essere utilizzato poiché le rimanenti foreste di kauri pubbliche della Nuova Zelanda sono protette in modo permanente. Se l'edificio fosse stato costruito in pietra come previsto, potrebbe non essere sopravvissuto ai terremoti successivi, in quanto si trova in prossimità di un importante linea di faglia. L'architetto che lo progettò fu William Clayton e l'impresa costruttrice Scoular and Archibald. Quando fu inaugurato nel 1876, dopo 22 mesi di lavori, e un costo di £39 000, divenne il più grande edificio del paese ed è oggi considerato uno dei più importanti edifici storici della Nuova Zelanda. L'edificio venne costruito su terreni bonificati.

### Espansione e restauro
L'edificio venne ampliato nel 1897 e di nuovo nel 1907, con l'aggiunta di ali. È stato inoltre circondato da annessi, e l'interno originale oscurato da pareti divisorie, rivestimenti e vernici. Dopo la partenza del Dipartimento dell'istruzione, l'edificio subì accurati restauri sotto la gestione del Dipartimento per la conservazione, che all'epoca comprendeva il New Zealand Historic Places Trust. Anche se alcuni lavori furono realizzati nel 1980, la maggior parte del restauro si è svolto dal 1994 al 1996. Molte caratteristiche originali sono stati ripristinate, tra cui i caminetti, anche se ormai puramente decorativi. Gli originali pali in totara sono stati sostituiti con pilastri in calcestruzzo. Oltre 500 metri cubi di kauri riciclato sono stati utilizzati nel corso del progetto di restauro, per integrare il legno originale. Verande, radiatori ad acqua di epoca vittoriana ed edoardiana, l'orologio originale e lo stemma, un ascensore idraulico ad acqua, e le imponenti scalinate, sono stati tutti restaurati e conservati.
I pilastri, originariamente in totara, sono ora in calcestruzzo. Tutto il telaio strutturale è in legno duro di Tasmania (ora aumentata con pinus radiata), mentre i pavimenti e le travi di finitura sono in kauri.

### Cambio d'uso

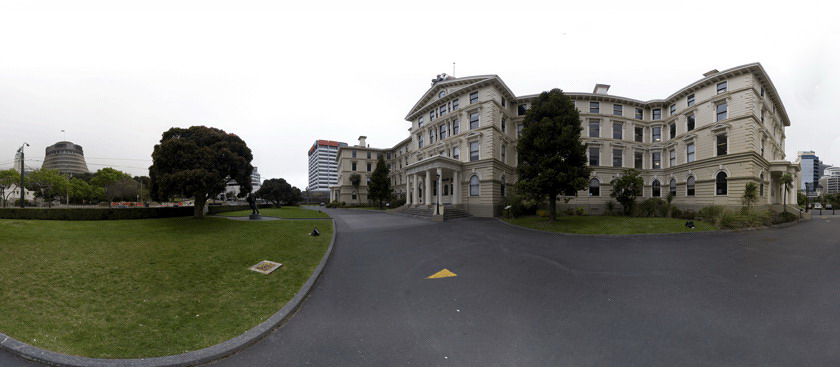
Panorama del palazzo.

L'antico palazzo del Governo è stato un simbolo importante della nazione, poiché venne completato nello stesso mese in cui, in Nuova Zelanda, vennero soppressi i governi provinciali e venne instaurato il governo centrale. In un primo momento ospitò l'intero ufficio dei servizi civili della nazione e fu sede del Gabinetto di Governo. Inoltre, fino al 1948, ha ospitato il Consiglio esecutivo della Nuova Zelanda. Il servizio civile si estese rapidamente oltre la capacità dell'edificio, e il primo reparto lasciò la struttura poco dopo la sua apertura. Nel 1975 solo il Ministero della Pubblica Istruzione era rimasto, e nel 1990 l'edificio rimase vuoto. Dopo aver ospitato dipartimenti governativi per 114 anni, venne stanziato un finanziamento governativo per il restauro, iniziato nel 1994, sotto la direzione del Department of Conservation, che divenne proprietario dell'edificio. Ove possibile l'edificio doveva essere riportato al suo aspetto del 1907, quando la parte nord e le estensioni dell'ala sud erano state completate. Il progetto durò due anni e costò 25 milioni di $. Gli edifici governativi vennero formalmente riaperti nel gennaio 1996 dopo che la Victoria University of Wellington vi insediò la sede della Facoltà di giurisprudenza firmando un contratto di locazione di 50 anni. Il suo restauro è considerato un progetto di conservazione del patrimonio avviato dal governo.

## Divieto di fumo
A seguito delle leggi antincendio, gli occupanti non sono autorizzati a fumare all'interno dell'edificio, facendo di questo il primo al mondo ad avere un regolamento anti fumo.

## Accesso al pubblico
L'edificio venne riaperto nel gennaio 1996. I giardini sono aperti al pubblico e contengono esempi di flora nativa della Nuova Zelanda. Il pubblico può vedere il plastico al piano terra e la sala del gabinetto al primo piano, ma il resto dell'edificio è locato alla Victoria University School of Law.

## Sospetto attentatoincendiario
Nel marzo 2015, l'edificio subì danni minimi per un sospetto attentato incendiario.